# معرض مصر للدفاع
معرض مصر للدفاع أو إيديكس (بالإنجليزية: "Egypt Defence Expo "EDEX)، هو أول معرض دفاعي دولي يقام داخل مصر، يغطي المعرض أحدث تقنيات الأسلحة الجوية والبرية والبحرية. تم عقد معرض مصر للدفاع في مركز مصر للمعارض الدولية بالتجمع الخامس في مدينة القاهرة الجديدة. أقيمت أول نسخة منه في الفترة من 3 إلى 5 ديسمبر2018 ومن المخطط أن يقام المعرض كل عامين.

## المعرض الأول - 2018

### الإعلان
خلال مؤتمر صحفي عُقد في القاهرة في 11 ديسمبر 2017، أعلنت القوات المسلحة المصرية أن مصر ستستضيف معرضًا دفاعيًا عالميًا كبيرًا في عام 2018، تحت اسم معرض مصر لللدفاع، والذي يجمع بين اللاعبين الرئيسيين في مجال الدفاع والأمن من المنطقة وعبر العالم. أعلنت انه سيقدم الحدث أيضًا للشركات المصرية منصة لعرض أجهزتها العسكرية وخدماتها لجيوش العالم الأخرى.
وأعلنت القوات المسلحة أن ننظيم المعرض من نصيب كلاريون للأحداث العسكرية بالتعاون مع القوات المسلحة المصرية التي قالت أنها ستوفر جميع التسهيلات اللازمة لضمان نجاحها.
حضر المؤتمر الصحفي للإعلان عن المعرض كلا من اللواء محمد العصار وزير الدولة للإنتاج الحربي واللواء طارق سعد زغلول رئيس هيئة تسليح القوات المسلحة واللواء محسن عبد النبي مدير إدارة الشئون المعنوية للقوات المسلحة والمدير الإداري لشركة كلاريون للأحداث العسكرية تيم بورتر، وتم استعراض رؤية القيادة السياسية في عقد المعرض والمخرجات التي سوف تنتج عن انعقاد المعرض.

### الافتتاح
تم افتتاح المعرض في 3 ديسمبر 2018 بحضور الرئيس المصري عبد الفتاح السيسي القائد الأعلى للقوات المسلحة ووزير الدفاع المصري الفريق أول محمد زكي القائد العام للقوات المسلحة ووزراء دفاع الإمارات، وعمان، والسودان، وفرنسا، واليونان، وقبرص، وكوريا الجنوبية، وجنوب السودان، والصومال، والكاميرون. كما حضر المعرض أكثر من 8 رؤساء أركان و8 وزراء للإنتاج الحربى.

### النشاط
شارك في المعرض 56 وفدا رسميا يمثلون 41 دولة، ووصل عدد الشركات المتخصصة في الصناعات الدفاعية إلى أكثر من 350 شركة
- الولايات المتحدة الأمريكية: 42 شركة
- فرنسا: 32 شركة
- الصين: 20 شركة
- الإمارات العربية المتحدة: 27 شركة.
- روسيا: 13 شركة بينها شركات صناعة المقاتلات الحربية «سوخوي» و«ميغ»، وشركات صناعة المروحيات وأبرزها الشركة المصنعة للمروحية الخارقة «كا - 52» التمساح.

كما خصص المعرض أجنحة منفصلة تعرض كل شركة منتجاتها العسكرية بداخلها، وكان في المعرض قسم مخصص لعرض أحدث منتجات شركات الصناعات العسكرية المصرية. وعقد في المعرض العديد من صفقات التسليح ومذكرات التفاهم المشترك.
أقيم معرض مصر للدفاع 2018 في الفترة من 3 إلى 5 ديسمبر 2018. بمركز مصر للمعارض الدولية وحضر المعرض أكثر من عشرة آلاف زائر على مدار ثلاثة أيام. وضم المعرض أيضًا برنامجًا للمؤتمرات وبرنامجًا دوليًا كاملاً لتفويض الشخصيات المهمة.

## المعرض الثاني - 2020
من المخطط إقامة النسخة الثانية من معرض مصر للدفاع من 7 إلى 10 ديسمبر 2020 بمركز مصر للمعارض الدولية ومن المتوقع حضور 30 ألف زائر.